# Shinichi Fukushima
Shinichi Fukushima (福島 晋一, Fukushima Shinichi; Nagano, 13 september 1971) is een voormalig Japans wielrenner.

## Biografie
Fukushima werd prof in 2002, bij Marlux. In 2003 verkaste hij naar Bridgestone Anchor en in dat jaar behaalde hij de nationale titel op de weg, bij de elite. Na 3 jaar Bridgestone, ging Fukushima rijden voor Cycle Racing Team Vang, waar hij ook in 2007 bleef rijden toen de naam van de ploeg veranderd werd naar Nippo Corporation-Meitan Hompo. In 2007 won hij ook de zevende etappe in de Ronde van Langkawi, door solo over de streep te komen.
Na zijn carrière was hij onder andere ploegleider bij de Franse ploeg La Pomme Marseille 13 en het Italiaanse Nippo-Vini Fantini.
Hij is de oudere broer van wielrenner Koji Fukushima.

## Belangrijkste overwinningen
2002
5e etappe Ronde van Japan
2003
 Japans kampioen op de weg, Elite
4e etappe Ronde van Hokkaido
2004
Eindklassement Ronde van Japan
GP Saint-Étienne-Loire
2e etappe Circuit des Ardennes
2e etappe Ronde van Servië
2005
3e etappe en eindklassement Ronde van Siam
2006
1e etappe Ronde van Siam
1e etappe Ronde van León
2007
7e etappe Ronde van Langkawi
8e etappe Ronde van Korea
2008
3e etappe Ronde van Japan
2010
 Japans kampioen tijdrijden, Elite
2e etappe en eindklassement Ronde van Okinawa
2011
5e etappe Ronde van Taiwan
Eindklassement Ronde van Brunei
8e en 10e etappe Ronde van Indonesië
2012
1e en 6e etappe Jelajah Malaysia
JBCF Miyada Criterium
2013
2e etappe King's Cup 1